# Senzill

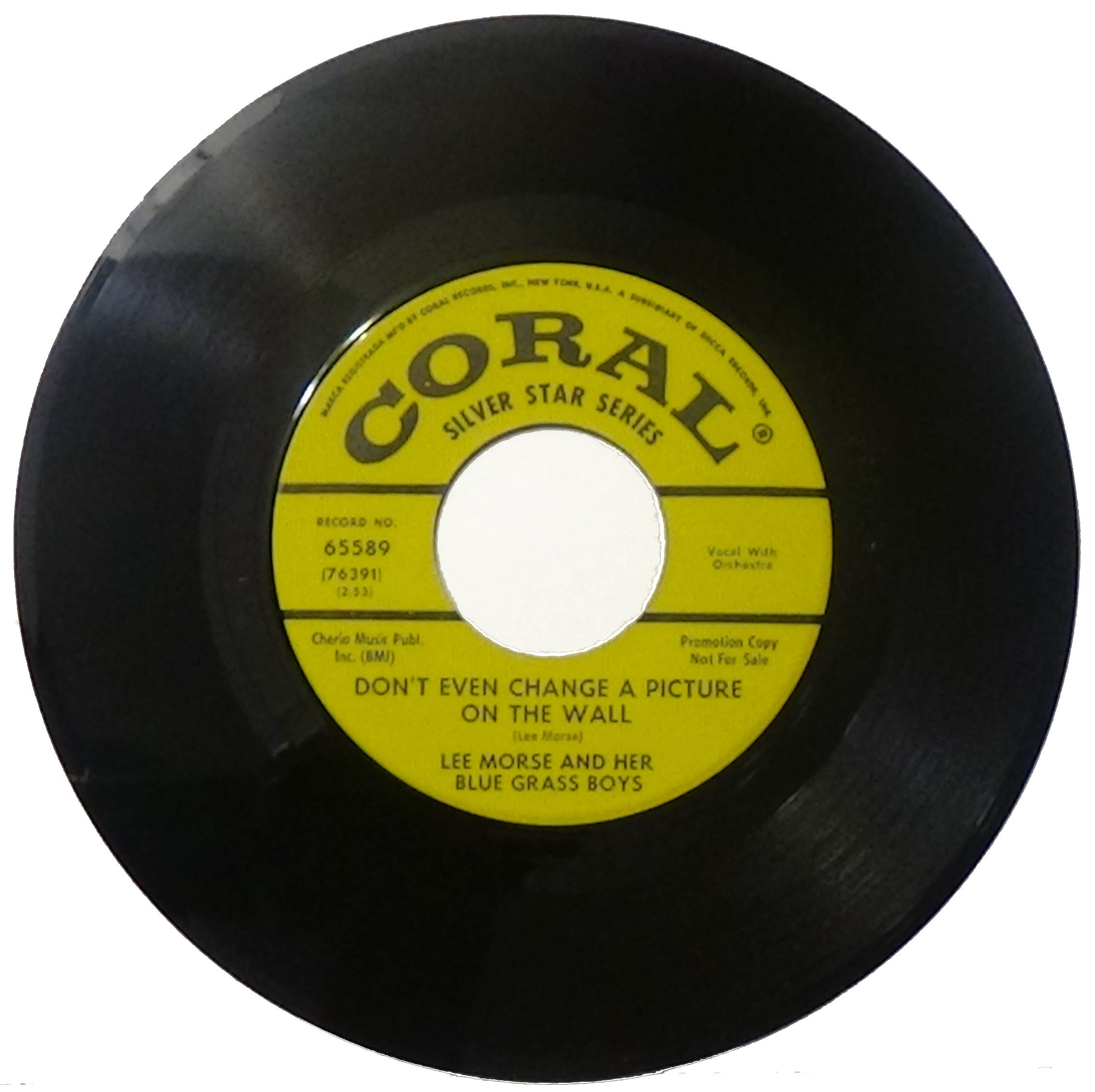
Els primers senzills es publicaren en discos de vinil.

Un senzill (en anglès single) és un disc fonogràfic de curta durada amb un o dos temes a cada cara. Els antics discs de vinil eren en format de set polzades (7"). També s'havien publicat senzills en cassets, però en l'actualitat es publiquen en discs compactes. Habitualment van destinats a la promoció, distribució, segmentació (per a ràdio, DJ…) i màrqueting, en diversos formats com el senzill promocional o el maxi single.

## Descripció
El senzill presenta, generalment, una o dues cançons principals (anomenades cara A i cara B). La primera conté la cançó que es presenta, mentre que la segona presenta una altra cançó addicional que habitualment és una mescla o remix diferent del tema principal, una altra cançó del repertori de l'àlbum o algun tema inèdit no inclòs en l'àlbum.

## Destinació

### Promoció
El tema principal d'un senzill generalment prové d'un àlbum musical que ha estat o serà llançat imminentment, a fi de fer conèixer l'àlbum o l'artista i promoure'n la venda.

### Distribució i segmentació
Tot sovint, a les cares A es publiquen versions per a ràdio («edició ràdio» o «edició per a ràdio», en anglès «radio edit») per dues raons principals: perquè tingui una durada adaptada per a la ràdio (generalment tallant la cançó original), o per a censurar qualsevol paraulota, grolleria o vulgaritat que pugui tenir la cançó en la seva versió original.

### Màrqueting i col·lecció
Generalment a les cares B s'inclouen temes inèdits, remescles exclusives i altres extres (versions extrallargues, versions que inclouen llenguatge vulgar, versions rares, versions interpretades en directe...), amb la intenció d'oferir al consumidor un article de col·leccionisme o màrqueting. Aquesta característica és habitual en el format maxi single.

## Tipologies

### Senzill comercial
El senzill comercial és el que es posa a la venda per al públic, generalment amb el format clàssic de dues cançons: una a la cara A, que és la cançó que es promociona, i una altra a la cara B, que pot ser una altra cançó de l'àlbum, o un remix o mescla del tema original, o un tema inèdit o (característic en els senzills de rap) una versió instrumental i una altra a cappella, per tal de fomentar-ne la comercialització.

### Senzill promocional
Un senzill promocional generalment és un disc que porta una única cançó, encara que algunes vegades inclou dues cançons, i fins i tot una cançó i un primer tast (en anglès snippet).
Es publiquen principalment per a ser distribuïts en les emissores de ràdio i discogràfiques; generalment no tenen coberta, sinó que el disc és inclòs en un estoig de plàstic o un altre material;per bé que excepcionalment es distribueixen al públic, solen incloure coberta i contracoberta, normalment diferents de les del senzill comercial.

### Doble senzill
Els singles generalment contenen una sola cara A, però en el format de doble single en posseeixen dues (a part de la cara B) perquè presenten dues cançons com a principals. Ambdós títols s'uneixen gràficament mitjançant la tipografia «/» (anomenada «barra») component el títol del doble single, encara que, ocasionalment, el títol pot presentar qualsevol altra denominació. Solen ser considerats independentment de la publicació dels senzills separadament, i la seva publicació sol tenir fins comercials en segments de mercat en què el senzill únic, al mateix preu, no obtindria prou vendes.

### Maxi single
Un maxi single, o simplement «maxi», és un format musical per a senzills que presenta més de dues cançons.
És un senzill musical en format de dotze polzada (12", la mateixa mida d'un LP). Generalment un single porta un o dos temes al màxim: una cançó a la cara A (el senzill) i una altra a la cara B (la cançó acompanyant), format típic en un single de set polzades (7"). Un maxi sol incloure entre 3 i 5 cançons. Aquest tipus de discos és un preludi d'un posterior LP. És habitual d'incloure a la cara B del maxi single cançons inèdites o bé cançons que van ser descartades de l'àlbum.

## Formats

### Vinil
És el format tradicional de senzills, generalment de 7 polzades (12 en els maxi singles). Les seves vendes van decaure en els anys 90 amb l'aparició del disc compacte, però es va mantenir gràcies a la utilització del format vinil per part dels DJ i els col·leccionadors. El mercat de senzills de vinil va continuar en aquesta crisi fins al 2001, mantenint-se bàsicament gràcies als DJ, quan va venir l'inesperat sorgiment dels llançaments singles gràcies a l'acme de la música electrònica, a la baixada dels preus de les eines de creació musical i a la divulgació de la cultura musical i el col·leccionisme.

### Casset
Va constituir l'alternativa al vinil a mitjan anys 80, essent distribuît fins a l'aparició del disc compacte que el va substituir pràcticament tot.

### Disc compacte
El format de disc compacte per a senzills va ser introduït per primera vegada a mitjans de la dècada dels 80, però no va ser posat en el mercat fins a 1990. Els CD aviat van fer desaparèixer les vendes d'altres formats com el vinil i la casset, a la començança la dècada de 1990. Les companyies començaren a llançar menys singles, en el moment en què Billboard va canviar les seves regles de permetre senzills sense llançaments comercials. Com a conseqüència d'aquesta nova norma, la producció i les vendes de singles van disminuir enormement.
Avui en dia van essent substituïts en part per les descàrregues digitals.

### Vídeo
Tradicionalment en VHS, aquest format contenia el videoclip del single i es distribuïa en els canals de música televisada i discogràfica o bé al consumidor juntament amb la casset del single.

### DVD
El format DVD per a senzills va ser introduït a finals dels 90 i a inicis del 2000. Encara que diverses companyies registrades els han refusat per a emetre discos compactes, se n'han publicat nombrosos en aquest format. Considerats com articles de col·lecció, generalment contenen el videoclip de la cançó del single, i ocasionalment extres i "com es va fer". Aquest format va substituir al del vídeo, que tradicionalment contenia els videoclip.

## La versió senzill i la versió 'editada' per a ràdio
La «versió senzill» sol ser una mica més curta que la versió oficial de l'àlbum i, fonamentalment surt publicada en el disc senzill del tema corresponent, o bé en format de vinil o en CD.
La «versió senzill» no és necessàriament idèntica a la «versió 'editada' per a ràdio» (en anglès radio edit), puix que aquestes, que generalment estan realitzades i distribuïdes per a la seva promoció radial, essent més curtes que la mateixa versió senzill i essent censurades. També pot ser una versió inèdita en la seva masterització o interpretació.